# Katherine Dick
Katherine Mary Dick –conocida como Daisy Dick– (Oxford, 29 de marzo de 1972) es una jinete británica que compitió en la modalidad de concurso completo.
Participó en los Juegos Olímpicos de Pekín 2008, obteniendo una medalla de bronce en la prueba por equipos (junto con Sharon Hunt, William Fox-Pitt, Kristina Cook y Mary King). Ganó una medalla de plata en el Campeonato Mundial de Concurso Completo de 2006 y una medalla de oro en el Campeonato Europeo de Concurso Completo de 2007.

## Palmarés internacional
| Juegos Olímpicos   | Juegos Olímpicos            | Juegos Olímpicos  | Juegos Olímpicos |
| Año                | Lugar                       | Medalla           | Categoría        |
| ------------------ | --------------------------- | ----------------- | ---------------- |
| 2008               | Hong Kong (China)           | Medalla de bronce | Por equipos      |
| Campeonato Mundial |                             |                   |                  |
| Año                | Lugar                       | Medalla           | Categoría        |
| 2006               | Aquisgrán (Alemania)        | Medalla de plata  | Por equipos      |
| Campeonato Europeo |                             |                   |                  |
| Año                | Lugar                       | Medalla           | Categoría        |
| 2007               | Pratoni del Vivaro (Italia) | Medalla de oro    | Por equipos      |